# Jared Watts
Jared Watts (Statesville, 3 febbraio 1992) è un ex calciatore statunitense, di ruolo centrocampista o difensore.